# بورد کمپ (آرکانزاس)
بورد کمپ (به انگلیسی: Board Camp) یک منطقهٔ مسکونی در ایالات متحده آمریکا است که در شهرستان پولک، آرکانزاس واقع شده‌است. بورد کمپ ۲۹۲٫۰ متر بالاتر از سطح دریا واقع شده‌است.